# 谷景生
谷景生（1913年7月—2004年11月28日），山西省猗氏县（今山西省临猗县）人，中国共产党党员，“一二·九”运动主要领导人之一。中国人民解放军少将。

## 简历
1929年，就讀山西太原一中的谷景生被校內的地下黨張磐石發展，接觸中共黨組織，參與了由太原的學生運動。1932年春，被張磐石帶到北平，考上北平大學附屬高中，並加入中国共产主义青年团、中国共产党。1933年，被平大高中開除，後被中共派往張家口任中共前委機關報《群眾日報》主编，後被調到察哈尔抗日同盟军第五师宣传科科长，與宣俠父同事，又調至張韜團任政治委员。在小汤山战役中中弹，致使左臂残废，被北平紅十字會送往青龍橋臨時醫院急救，後被北平地下黨轉移至協和醫院治傷。因負傷的關係谷景生和黨組織漸漸失去聯繫。1934年底，遇到北平附高的同學彭濤，於是一起發展黨組織，開展群眾工作。1935年4月，找到了黨組織，並恢復了組織關係，與王學明、彭濤、楊子英成立了中共北平市工委，谷景生任北平左翼文化總同盟和北平左翼作家聯盟的黨團書記。5月，成立泡沫社，任社長谷景生聯繫和發展了當時北平的左翼作家，有楊采、魯方明、王洪祺、魏東明、呂奎龍、劉曼生等人。7月，塘沽協定簽署後，日本進一步要求華北自治，谷景生藉此開始組織請願和反日的學生運動。成功的學生運動讓彭濤、周小舟和谷景生決定了繼續發動學生請願造勢的工作方針。運用黨的外圍組織，發動學生開展賑濟活動，募捐，通過這些救濟活動發展和組織了更多了青年學生。秋，八一宣言發表後，跟隨中共中央，一轉原來抗日反蔣的主張。而王學明和冷楚卻主張繼續建立北方蘇維埃，和谷景生等人發生衝突，而且決定撤銷彭濤的職務。11月18日，在原來學生運動的基礎上，成立北平學聯，郭明秋、鄒魯風、黃華作為主要負責人。為處理黨內衝突，周一舟到天津向河北省委匯報工作，谷景生被省委任命為臨時市委書記。這一時期，谷景生住在什剎海附近，後搬到西單。12月9日，冀察政務委員會成立，谷景生與北平市臨委決定發動請願，反對政府的綏靖政策。16日，再次組織遊行。運動後，臨委決定組織宣傳團，進一步爭取群眾，防止輿論被南京政府化解，谷景生退出了臨委，由李常青接任。
- 抗日战争时期，任中共山西公开工作委员会委员，山西青年抗敌决死队第一纵队民运部部长[1][3]，太行军区第七军分区政治委员[2]。

1945年，中原野战军第九纵队成立，任政治部主任，主要對豫西、伏牛山開展工作。8月23日，由四縱掩護讀過黃河，25日，進入新安縣城。九縱渡河後以新安縣為中心建立太岳第五軍分區，警戒洛陽、潼關，保衛黃河渡口。9月，南下洛河，新安被國軍佔領，經歷反复爭奪又被九縱控制。1948年3月，豫西的七個縣都建立起黨群機構，4月7日，國軍棄守洛陽，被九縱圍剿。10月24日，鄭州解放，任中共郑州市委书记兼警备司令部政治委员，第二野战军十五军政治委员。
- 中华人民共和国成立后，任军政治委员兼中共昆明市委书记[1]。1955年被授予少将军衔。

朝鲜战争时期，担任第十五军政治委员并参加第五次战役、上甘岭战役。后回国担任防空军副政治委员1957年3月，中央合併防空軍和空軍，谷景生調任国防部第五研究院政治委员與錢學森合作發展導彈製造和航天工程。同年，在北京市中級黨校任教研室主任的妻子范承秀被定为“右派”，受開除黨籍處分，下放大興農廠，谷景生因此受到牵连。1958年，調任总政治部群工部部长。1966年，文革開始不久，總政治部被造反派打倒，已經離職養病的谷景生因在一二九運動時曾入獄而被定為叛徒，被開除黨籍，剝奪政治權利，監禁。直至1973年，范承秀才經過葉劍英的批示第一次去探望被關押的谷景生。1975年，因為鄧小平找秦基偉請谷景生出來工作的契機才開始處理谷景生的政治問題。1978年12月，谷景生恢复工作、并任广州军区副政治委员，随即参与组织指挥了中越战争。
- 1981年2月，担任中共新疆维吾尔自治区委员会第二书记兼新疆生产建设兵团第一书记、第一政治委员[1][4][2]。
- 2004年11月28日，在北京病逝，享年91岁[1]。

## 言论
因历史原因及个性，谷景生做事谨慎低调，对一二·九运动的领导事宜至到晚年才公开表态。
|  | 我是谁，这不重要，我做过什么，也不重要。我的经历，我的职务，我的待遇等等，都不重要，非常不重要。我们时时面临选择。首先选择一种生存方式：砂乎，尘乎，蟑螂乎，营苟之徒乎？非也！荣乎，伟乎？亦非也！人，就是人，伟大的人，光荣的人，神圣的人——即共产党人。这是一个永恒的视点、出发点和立足点。[4][3] |

## 家庭
谷景生和妻子范承秀有五个女儿：
1. 谷望江，
2. 谷政协，中國機械工業集團有限公司紀委書記，女婿是刘沛少将，先后曾任中国驻加拿大使馆武官，中国驻联合国军事参谋团团长
3. 谷丹 （小妹）， 女婿是李小雪（李雪峰之子，薄熙来的前妻李丹宇胞兄）。
4. 谷望宁（小宁）
5. 谷开来（小丽），女婿是薄熙来。

谷望江與谷望寧，在1991年在香港開設了喜多來集團。該集團的辦事處位於尖沙嘴廣東道的港威中心。據喜多來集團網頁的資料，喜多來在內地擁有20多間合資及獨資公司，業務非常廣泛，包括鋼鐵、印刷、造紙、包裝材料、船務工程、環保、建築材料等。其中一間公司便是在深圳上市的東港安全印務，市值20多億元人民幣，客戶包括內地多間大銀行及電訊商。資料顯示，喜多來集團亦有在香港買賣住宅物業。1999年曾購入陽明山莊幾個單位，后以8,800多萬港元轉售，獲利6,500多萬元。

### 引用
1. 1 2 3 4 5 6 7 8 9 10  陈静. . 新华网. 2004年12月22日  [2009年7月15日]. （原始内容存档于2012年8月26日） （中文（简体））.
2. 1 2 3 4 5 6  薄一波. . 中华网. 2006-01-20  [2009年7月15日]. （原始内容存档于2008年9月22日） （中文（简体））.
3. 1 2 3 4
4. 1 2 3 4 5  杜英姿. . 中国网（转自新华网）. 2007-12-11  [2009年7月15日]. （原始内容存档于2007-12-21） （中文（简体））.
5. ↑  谷景生《回忆“一二·九”运动与北平地下党》，载《党的文献》第2期
6. ↑  张静如. . 中国共产党新闻网. 2008-02-20  [2009-07-15]. （原始内容存档于2010-12-19） （中文（简体））.
7. ↑   《人民日报》 1995年12月8日 《谷景生: “一二九”运动与党的领导》